# Сарай-Гора (772,6)
Сарай-Гора, Сарай Гора, Сарай-гора, Сарайгора (устар. Лесная, рус. дореф. Лѣсная) — гора на Кавказе, орографически относится к Скалистому хребту, протянувшемуся по северному склону системы Большого Кавказа (горная страна — Кавказские горы, регион — Северный Кавказ). Расположена в Туапсинском районе Краснодарского края к востоку от села Садовое. Характеризуется как низкая гора — высота над уровнем моря 772,3 м или 772,6 м, при этом является высшей точкой Скалистого хребта в бассейне реки Псекупс. Номер по ГКГН — 0160784. В орографической систематике периода Российской империи относилась к так называемым Чёрным горам.

## Название
На одной из самых подробных карт юга Российской империи конца XIX века — «Пятивёрстной карте Кавказского края» — название горы указывалось раздельно — «Сарай Гора», на «Карте Кубанской области …» (1904) ороним писали через дефис и вторую часть названия с маленькой буквы — «Сарай-гора». Такой же вариант отразил и Д. Д. Пагирев в «Алфавитном указателе к пятиверстной карте Кавказского края …» (1913). Согласно ряду российских карт, в прошлом у Сарай-Горы имелось ещё одно название — «Лесная» (рус. дореф. Лѣсная).
В советский период на картах Генштаба РККА (ок. 1920—1941) и Генштаба СССР (ок. 1979—1990) название указывалось раздельно через дефис и со второй частью с большой буквы — «Сарай-Гора». В наши дни, как и в прошлом, иногда встречается написание названия через дефис и со второй частью с маленькой буквы — «Сарай-гора» (например, авторы работы «Хребты Большого Кавказа и их влияние на климат», А. В. Твёрдый «Топонимический словарь Северного Кавказа»). На картах ФГУП «Госгисцентра» гора указывается по-разному: на масштабе 1: 200 000 и 1: 25 000 раздельно через дефис — «Сарай-Гора», на масштабе 1: 100 000 и 1: 50 000 слитно — «Сарайгора». Название этой вершины также встречается и на иностранных картах, например немецкого Генштаба люфтваффе — Ssarai Gora, Инженерного корпуса Армии США — Sarai Hill и SARAY-GORA.
Этимология оронима точно не известна. Один из вариантов происхождения названия предложен российским путешественником, писателем и педагогом А. В. Твёрдым: «Сарай в переводе с иранского означает „дом“, „дворец“. И действительно, с долины р. Псекупс вершина Сарай-горы напоминает крышу дома».

## География
Местоположение горы — западная часть Большого Кавказа, северо-западнее хребта Сереж; номенклатура листа карты масштаба 1: 100 000 — L-37-127. По состоянию на 21 ноября 2019 года в АГКГН федеральной информационной системы Росреестра России по Краснодарскому краю, Сарай-Горе присвоен номер 0160784 и указываются её координаты: 44°23′ с. ш. и 39°16′ в. д. .
Сарай-Гора является одной из основных гор Скалистого хребта и его самой высокой точкой в бассейне реки Псекупс. Согласно исследованиям 2001 года, протяжённость хребта в этом бассейне — 38 км, средняя высота — 520 м. Ближайшие населённые пункты: около 5 км к западу от Сарай-Горы — село Садовое и станция Чинары; около 7 км к юго-востоку — село Навагинское; около 7,5 км к северо-востоку — Красный Аул (нежилой). Среди окружающих гор заметны: находящаяся менее 2 км на юго-восток вершина без названия высотой 680,2 м или 693 м; немного более чем 2 км к северо-востоку вершина Оскол-Гора 624,0 м.
Сарай-Гора относится к типу низких гор (абсолютная высота до 1000 м), её высота над уровнем моря, согласно измерениям 1941 года, — 772,4 м, по измерениям 1988 года — 772,3 м или 772,6 м; гора обладает двуглавой вершиной: вторая, более низкая, расположена севернее и имеет высоту 745,4 м или 747 м. На склоне горы, к югу от вершины, имеются обрывы, к юго-западу от вершины — скопление камней, на само́й вершине находится пункт государственной геодезической сети. На северных склонах Сарай-Горы берут начало некоторые истоки реки Сосновая Щель, на южном — некоторые истоки реки Большой Тук. Гора покрыта широколиственным лесом, в основном дубом.

## История
Сарай-Гора указывалась на различных картах начиная с конца XIX века, однако топографическая съёмка в то время была не совсем точной. В 1913 году вышел «Алфавитный указатель к пятиверстной карте Кавказского края…» Д. Д. Пагирева, здесь Сарай-Гору (в указателе — Сарай-гора) определяли под 56°45′ в. д. 44°30′ с. ш. (в отличие от современной подачи координат, в этом указателе долгота шла впереди широты и отсчитывалась не от Гринвича, а от меридиана, разделяющего Европу и Америку). В переиздании к работе Д. Д. Пагирева (2007) также указывались не совсем точные координаты горы: 39°15′ в. д. 44°30′ с. ш. (уже от Гринвича). В 1904 году вышла «Карта Кубанской области…», где указывались данные одних из первых измерений высоты горы — 365 саженей (вероятно, использовалась «условная сажень», равная 2,1336 м, в этом случае высоту Сарай-Горы считали равной ок. 778 м).
Сарай-Гора находится на территории издревле проживавших здесь абадзехских племён. Местное её название не зафиксировано. После Кавказской войны в 1860 году эти земли вошли в состав Кубанской области (с 1869 года здесь образован Майкопский отдел этой области). В 1864—1867 годах рядом с Сарай-Горой временно существовало русское укрепление-станица Владикавказская.